# Xanthorhoe emmelopis
Xanthorhoe emmelopis är en fjärilsart som beskrevs av Turner 1941. Xanthorhoe emmelopis ingår i släktet Xanthorhoe och familjen mätare. Inga underarter finns listade i Catalogue of Life.